# Воробьёв, Дмитрий Андреевич
Дмитрий Андреевич Воробьёв (1914—1943) — капитан Рабоче-крестьянской Красной Армии, участник Великой Отечественной войны, Герой Советского Союза (1943).

## Биография
Дмитрий Воробьёв родился 22 октября 1914 года в деревне Русская Сада (ныне — Фалёнский район Кировской области) в крестьянской семье. После окончания семи классов неполной средней школы работал бухгалтером районной конторы «Заготзерно». В 1933 году Воробьёв был призван на службу в Рабоче-крестьянскую Красную Армию, в 1935 году был демобилизован. В феврале 1940 года он повторно был призван в армию. Окончил военное инженерное училище. С 1942 года — на фронтах Великой Отечественной войны. Принимал участие в боях на Юго-Западном, Брянском, Северо-Западном и Центральном фронтах. К сентябрю 1943 года капитан Дмитрий Воробьёв командовал ротой 42-го инженерного батальона 59-й отдельной инженерно-сапёрной бригады 60-й армии Центрального фронта. Отличился во время форсирования Десны и Днепра.
25 сентября 1943 года Воробьёв за короткий срок организовал постройку достаточного для бесперебойной переправы советских частей через реку количества паромов, плотов и других переправочных средств, а затем лично руководил их движением. 26 сентября Воробьёв руководил движением переправочных средств, построенных своей ротой, через Днепр. Несмотря на массированный обстрел артиллерии и авиации противника, его рота успешно выполнила боевую задачу по переправке советских подразделений. Во время одного из рейсов Воробьёв был убит осколком немецкого снаряда. Похоронен в братской могиле в городе Остёр Козелецкого района Черниговской области Украины.
Указом Президиума Верховного Совета СССР от 17 октября 1943 года за «мужество и героизм, проявленные при форсировании Десны и Днепра» капитан Дмитрий Воробьёв посмертно был удостоен высокого звания Героя Советского Союза. Также был награждён орденами Ленина, Отечественной войны 2-й степени, Красной Звезды.
В честь Воробьёва названы улицы в Остёре и посёлке Фалёнки.